# Père Brown
Pour les articles homonymes, voir Brown.
Le père Brown est un détective de fiction créé par l'écrivain britannique Gilbert Keith Chesterton, qui figure dans 51 nouvelles et deux textes d'encadrement qui ouvrent et clôturent le recueil Le Secret du père Brown. Le personnage est inspiré de la vie du père John O'Connor (1870-1952), un curé paroissial de Bradford dans le Yorkshire qui joua un rôle important dans la conversion de Chesterton au catholicisme en 1922.
La série des enquêtes du père Brown est l'une des œuvres les plus populaires de Chesterton et contribua en son temps à élargir la notoriété de l'écrivain. Elle a été adaptée dans de nombreuses pièces, films et livres dans la culture britannique, américaine et allemande. Le personnage du père Brown fut interprété à l'écran par Sir Alec Guinness, puis par Kenneth More à la télévision. Par ailleurs, Evelyn Waugh a fait intervenir la série du Père Brown dans son roman Retour à Brideshead.
Les nouvelles sont parues dans le Story-Teller, le Cassell's Magazine, le Pall Mall, le Nash's Magazine en Angleterre, et le Saturday Evening Post aux États-Unis, de 1910 à 1936, année de la mort de Chesterton. Elles ont été réunies dans cinq recueils de nouvelles.  Trois nouvelles isolées, dont une parue dans Strand Magazine, n'ont pas été rééditées en volume et se retrouvent de nos jours dans la plupart des éditions intégrales du cycle à la suite des cinq recueils.  Les meilleures nouvelles de la série se trouvent dans les trois premiers recueils.  À partir de 1927, « l'inspiration de Chesterton s'était épuisée au fil du temps et plusieurs critiques notent une baisse de qualité ». Néanmoins, quelques textes de la dernière période atteignent un haut niveau, notamment la nouvelle Le Livre maudit.  

## Le personnage du père Brown
Adoptant les bases de l'intrigue policière édictées par son ami Mgr Ronald Knox, lui-même prélat catholique et auteur de romans policiers, Chesterton crée avec le père Brown un personnage de prêtre détective dont s'inspirèrent plus tard l'Anglaise Ellis Peters avec les enquêtes de Frère Cadfael et l'Américain Andrew Greeley avec le personnage du père Blackie Ryan.
Officiant dans une petite paroisse de l'Essex, le père Brown est un petit homme avenant, au visage rond, un peu distrait, très humble et plutôt timide. Son aspect inoffensif, ses manières d'une politesse presque empruntée à force de douceur, et ses maladresses légendaires avec les objets les plus usuels, notamment son parapluie, ne laissent de le faire paraître assez ridicule, voire stupide.  Or, sous ces dehors trompeurs couve une intelligence d'exception et une stupéfiante connaissance de la nature humaine. Ses facultés de déduction supérieures lui permettent d'éclairer les mystères les plus opaques.  Sa méthode s'intéresse peu aux indices matériels, car pour comprendre les ressorts secrets d'une énigme, il n'est besoin que d'ouvrir son âme pour mieux analyser les impressions de l'atmosphère entourant le délit, de pénétrer la psychologie du criminel : savoir penser comme ce dernier, se mettre à sa place, voilà le moyen de démêler ses subterfuges et de pouvoir résoudre l'inexplicable.
Sa sagacité conduit le père Brown à s'intéresser à plus d'une affaire criminelle et il appert qu'il a bien peu de temps pour s'occuper de ses ouailles. Pourtant, sa mission chrétienne n'est pas en marge de son existence, car il ne cherche pas à punir ceux qu'il démasque.  Plus d'une fois, il leur permet même de s'évader, de ne pas être livrés à la justice des hommes pour qu'ils trouvent en eux la nécessité de se soumettre aux impérieux commandements de Dieu.
Les enquêtes du père Brown, qui pourraient devenir un lourd prêchi-prêcha, observent un humour inénarrable, le culte du paradoxe et un appréciable renouvellement des intrigues et des situations.  En outre, les solutions aux différentes énigmes rivalisent d'ingéniosité et ont influencé John Dickson Carr, Agatha Christie et Ellery Queen.
Gramsci affirme voir dans le père Brown une antithèse à la logique protestante de Sherlock Holmes à laquelle Brown oppose une empathie moins froidement logique et qui serait censée caractériser le catholicisme. Chesterton se convertit certes au catholicisme, mais ce ne fut qu'après avoir publié ses premières histoires du père Brown.

## Les enquêtes du père Brown
Note : Liste donnée dans l'ordre voulu par Chesterton pour la publication en volume. Les titres français sont ceux de l'édition intégrale des nouvelles.

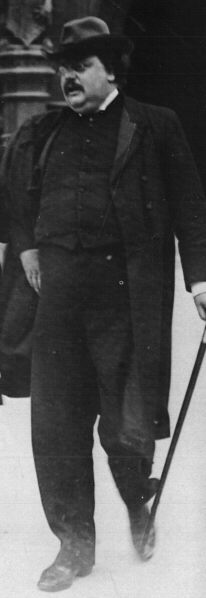
Chesterton (1910)

1. The Innocence of Father Brown (1911) (La Clairvoyance du père Brown)
1. The Blue Cross, publiée dans The Story-Teller, september 1910 (La Croix bleue)
2. The Secret Garden, publiée dans The Story-Teller, october 1910 (Le Jardin secret)
3. The Queer Feet, publiée dans The Story-Teller, november 1910 (Les Pas étranges)
4. The Flying Stars, publiée dans The Cassell's Magazine, juin 1911 (Les Étoiles filantes)
5. The Invisible Man, publiée dans The Cassell's Magazine, février 1911 (L'Homme invisible)
6. The Strange Justice ou The Honour of Israel Gow, publiée dans The Cassell's Magazine, avril 1911 (L'Honneur d'Israël Gow)
7. The Wrong Shape, publiée dans The Story-Teller, janvier 1911 (La Mauvaise Forme)
8. The Sins of Prince Saradine, publiée dans The Cassell's Magazine, février 1911 (Les Péchés du prince Saradine)
9. The Hammer of God, publiée dans The Story-Teller, décembre 1910 (Le Marteau de Dieu)
10. The Eye of Apollo, publiée dans The Cassell's Magazine, février 1911 (L'Œil d'Apollon)
11. The Sign of the Broken Sword, publiée dans The Story-Teller, février 1911 (L'Épée brisée)
12. The Three Tools of Death, publiée dans The Cassell's Magazine, juillet 1911 (Les Trois Instruments de la mort)

2.The Wisdom of Father Brown (1914) (La Sagesse du père Brown)
1. The Absence of Mr Glass, publiée dans The Pall Mall, mars 1913 (L'Absence de Mr Glass)
2. The Paradise of Thieves, publiée dans The Pall Mall, août 1913 (Le Paradis des voleurs)
3. The Duel of Dr Hirsch, publiée dans The Pall Mall, août 1914 (Le Duel du Dr Hirsch)
4. The Man in the Passage, publiée dans The Pall Mall, septembre 1913 (L'Homme dans le passage)
5. The Mistake of the Machine, publiée dans The Pall Mall, octobre 1913 (L'Erreur de la machine)
6. The Head of Caesar, publiée dans The Pall Mall, juin 1913 (La Tête de César)
7. The Purple Wig, publiée dans The Pall Mall, mai 1913 (La Perruque pourpre)
8. The Perishing of the Pendragons, publiée dans The Pall Mall, juin 1914 (La Perdition des Pendragon)
9. The God of the Gongs, publiée dans The Pall Mall, septembre 1914 (Le Dieu des gongs)
10. The Salad of Colonel Cray, publiée dans The Pall Mall, juillet 1914 (La Salade du colonel Cray)
11. The Strange Crime of John Boulnois, publiée dans The Pall Mall, juillet 1913 (L'Étrange Crime de John Boulnois)
12. The Fairy Tale of Father Brown, publiée dans le recueil The Wisdom of Father Brown, 1914 (Le Conte de fées du Père Brown)

3. The Incredulity of Father Brown (1926) (L'Incrédulité du père Brown)
1. The Resurrection of Father Brown, publiée dans The Incredulity of Father Brown, 1926 (La Résurrection du père Brown)
2. The Arrow of Heaven, publiée dans The Nash's Magazine, juillet 1925 (La Flèche du ciel)
3. The Oracle of the Dog, publiée dans The Nash's Magazine, décembre 1923 (L'Oracle du chien)
4. The Miracle of Moon Crescent, publiée dans The Nash's Magazine, mai 1924 (Le Miracle de Moon Crescent)
5. The Curse of the Golden Cross, publiée dans The Nash's Magazine, mai 1925 (La Malédiction de la croix d'or)
6. The Dagger with Wings, publiée dans The Nash's Magazine, février 1924 (La Dague ailée)
7. The Doom of the Darnaways, publiée dans The Nash's Magazine, juin 1925 (La Damnation des Darnaway)
8. The Ghost of Gideon Wise, publiée dans The Nash's Magazine, avril 1926 (Le Fantôme de Gideon Wise)

| 4.The Secret of Father Brown (1927) (Le Secret du père Brown) The Secret of Father Brown (texte d'encadrement introductif) , publié dans The Secret of Father Brown, 1927 (Le Secret du Père Brown) 1. The Mirror of the Magistrate, publiée dans The Cassell's Magazine, avril 1925 (Le Miroir du magistrat) 2. The Man With Two Beards, publiée dans The Cassell's Magazine, mai 1925 (L'Homme aux deux barbes) 3. The Song of the Flying Fish, publiée dans The Cassell's Magazine, août 1925 (Le Chant des poissons volants) 4. The Actor and the Alibi, publiée dans The Cassell's Magazine, mars 1926 (L'Actrice et l'Alibi) 5. The Vanishing of Vaudrey, publiée dans The Story-Teller, janvier 1927 (La Disparition de Vaudrey) 6. The Worst Crime in the World, publiée dans The Cassell's Magazine, avril 1926 (Le Crime le plus odieux qui soit) 7. The Red Moon of Meru, publiée dans The Story-Teller, février 1927 (Le Lune rouge de Méru) 8. The Chief Mourner of Marne, publiée dans The Cassell's Magazine, juillet 1925 (L'Endeuillé du château de Marne) The Secret of Flambeau (texte d'encadrement conclusif), publié dans The Secret of Father Brown, 1927 (Le Secret de Flambeau) 5. The Scandal of Father Brown (1935) (Le Scandale du père Brown) 1. The Scandal of Father Brown, publiée dans The Story-Teller, novembre 1933 (Le Scandale du père Brown) 2. The Quick One, publiée dans The Story-Teller, février 1934 (L'Homme Éclair) 3. The Blast of the Book ou The Five Fugitives, publiée dans The Story-Teller, octobre 1933 (Le Livre maudit) 4. The Green Man, publiée dans The Scandal of Father Brown, 1935 (L'Homme vert) 5. The Pursuit of Mr Blue ou Mr. Blue and Red, publiée dans The Story-Teller, juin 1934 (La Poursuite de Mr Bleu) 6. The Crime of the Communist, publiée dans The Story-Teller, septembre 1934 (Le Crime du communiste) 7. The Point of a Pin, publiée dans The Story-Teller, octobre 1932 (La Piqûre d'épingle) 8. The Insoluble Problem, publiée dans The Story-Teller, mars 1935 (L'Insoluble Problème) Les trois nouvelles isolées : The Donnington Affair, réponse à un défi littéraire lancé par Max Pemberton, 1914 (L'Affaire Donnington) The Vampire of the Village, publiée dans Strand Magazine, août 1936 (Le Vampire du village) The Mask of Midas, écrite en 1936, retrouvée en 1988 et publiée en 1991 (Le Masque de Midas) |

## Adaptations
- Détective du bon Dieu, film de 1954 avec Alec Guinness
- Father Brown, série télévisée de 1974 avec Kenneth More
- Father Brown, série télévisée de la BBC (2013-2020) avec Mark Williams
- Pater Brown série télévisée germano-autrichienne de 1966 à 1972 avec Josef Meinrad et Ernst Fritz Fürbringer